# Henrique III, Duque da Baviera
Henrique III, Duque da Baviera e Caríntia (940 - 5 de outubro de 989), denominado o Jovem, foi o único filho sobrevivente do duque Bertoldo da Baviera. Foi o primeiro duque da Caríntia (976-978), depois Duque da Baviera (983-985) e de novo duque da Caríntia (985-989). Foi o último da Dinastia Leopoldina.

## Biografia
Henrique o Jovem foi um descendente da família ducal da Baviera dos Leopoldinos, que eram leais seguidores da família real otoniana da Saxônia. No entanto, como ainda era menor de idade à época da morte do seu pai em 947, o rei germânico Otão I deu o ducado da Baviera a seu irmão mais novo, Henrique I. Como Henrique tinha se casado por volta de 937 com Judite, a filha do ex- duque Arnulfo o Mau, tio de Henrique III o Jovem, podia formular pretensões ao título ducal.
Depois de atingir a maioridade, Henrique o Jovem teve de esperar pacientemente, mesmo quando a Baviera foi perdida dos Leopoldinos, após a  morte do duque Henrique I no ano de 955 logo sucedido pelo seu filho de quatro anos, Henrique II. Não antes da morte do Imperador Otão em 973, começou o conflito: o Duque Otoniano Henrique II, não satisfeito com a Baviera, reclamou também o Ducado de Suábia após a morte do seu cunhado o duque Burcardo III, aproveitando das dificuldades do novo imperador, o seu primo Otão II, para se consolidar ao trono. As suas demandas foram recusadas, quando o imperador Otão II entregou o Ducado da Suábia ao seu sobrinho Otão I da Suábia.
O duque da Baviera da dinastia otoniana revolta-se e Otão II marcha contra Ratisbona, onde o duque Henrique II é deposto em  976. O Leopoldino Henrique o Jovem finalmente é recompensado por sua espera, quando o imperador separou a marca de Caríntia do Ducado da Baviera e eleva Caríntia a um ducado próprio (com a Marca de Verona como dependente). Henrique o Jovem recebeu o novo ducado e se torna Henrique I da Caríntia. O seu pai Bertoldo já tinha recebido de maneira passageira o título de duque da Caríntia do rei Henrique I da Germânia no ano de 927. A parte que restava do ducado da Baviera passou ao duque otoniano Otão I da Suábia, enquanto que Leopoldo de Babemberga foi investido com a Marca Oriental de Baviera ou Marca de Áustria.
Em 978, entretanto, Henrique o Jovem somou-se à revolta contra o imperador na Guerra dos Três Henriques, instigada pelo duque Henrique II e o bispo Henrique I de Augsburg. Juntamente com as forças do duque Boleslau II de Boêmia os rebeldes ocuparam a cidade bávara de Passau, mas foram derrotados pelas tropas do imperador. No regime de pasqua de Magdeburgo, Otão II depõem Henrique o Jovem e confisca-lhe seu ducado e este foi cedido ao seu sobrinho  Otão I da Caríntia conhecido também como Otão de Worms. Todos os ducados do sul da Germânia - Suábia, Baviera e Caríntia - estavam então em mãos dos parentes do imperador.
Enfraquecido por sua derrota contra os cálbidas da Sicília na Batalha de Estilo o 982, o imperador Otão II, depois da morte do duque Otão I da Suábia e Baviera, ele chamou Henrique o Jovem do exílio em 983 e concedeu-lhe o ducado de Baviera e o regime de Verona, governando como Henrique III da Baviera. No entanto, o seu domínio foi desafiado por Henrique II da Baviera, e depois que o imperador morreu no mesmo ano, sua viúva, a imperatriz Teófana, em nome do sucessor, o seu filho menor de idade Otão III,  finalmente se reconcilia com Henrique II em 985 e lhe devolve o ducado de Baviera. Henrique III teve de renunciar o ducado recebendo em compensação o ducado da Caríntia, ao qual Otão I de Worms foi forçado a renunciar.
Quando Henrique III morreu sem herdeiros em 989 extinguiu-se a dinastia dos Leopoldinos da Caríntia e Verona são agora governados por Henrique II,  mais uma vez reunindo a Baviera e Caríntia sob o mesmo domínio. Henrique III foi enterrado no Abadia de Niederaltaich.